# Jacobi-symbool
Het Jacobi symbool is een algemene versie van het Legendre-symbool.

## Definitie
Voor een geheel getal a en een oneven, geheel getal n > 1, is het Jacobi-symbool als volgt gedefinieerd: 
Laat {\displaystyle n=p_{1}^{e_{1}}p_{2}^{e_{2}}\cdot ...\cdot p_{k}^{e_{k}}}, dan:
{\displaystyle {\Bigg (}{\frac {a}{n}}{\Bigg )}=\left({\frac {a}{p_{1}}}\right)^{e_{1}}\left({\frac {a}{p_{2}}}\right)^{e_{2}}\cdots \left({\frac {a}{p_{k}}}\right)^{e_{k}}}
en {\displaystyle \left({\frac {a}{p_{i}}}\right)} is het Legendre-symbool
Het symbool is vernoemd naar Carl Jacobi (1804-1851). 